# AOL
 Тази статия е за компанията.  За фондацията вижте Фондация „Изкуството да живееш“.  
AOL Inc. (произнася се „ей-оу-ел“), изписвано стилистично като „Aol.“, преди това известна като America Online (1991 – 2006), е американска компания за интернет услуги и медия, основно предоставяща интернет услуги в рамките на САЩ, но работеща и международно. Централният офис е на Бродуей 770 в Ню Йорк. Основана е през 1983 година като Control Video Corporation, има франчайзинг на своите услуги на компании в няколко различни страни, а също така международни версии за своите услуги. AOL има централен офис в Ню Йорк и офиси в множество други градове в САЩ, както и чуждестранни офиси в Торонто, Лондон и Токио.
Притежавала е на най-големия каталог за уебсайтовете в WWW – Open Directory Project, закрит през 2017 г.
На 23 юни 2015 г. AOL е придобита от Verizon Communications за 4,4 милиарда щатски долара. На 3 май 2021 г. Verizon обявява, че ще продаде Yahoo и AOL на частната инвестиционна компания Apollo Global Management за 5 милиарда щатски долара. На 1 септември 2021 г. AOL става част от новата компания Yahoo! Inc.